# Cécile Verny

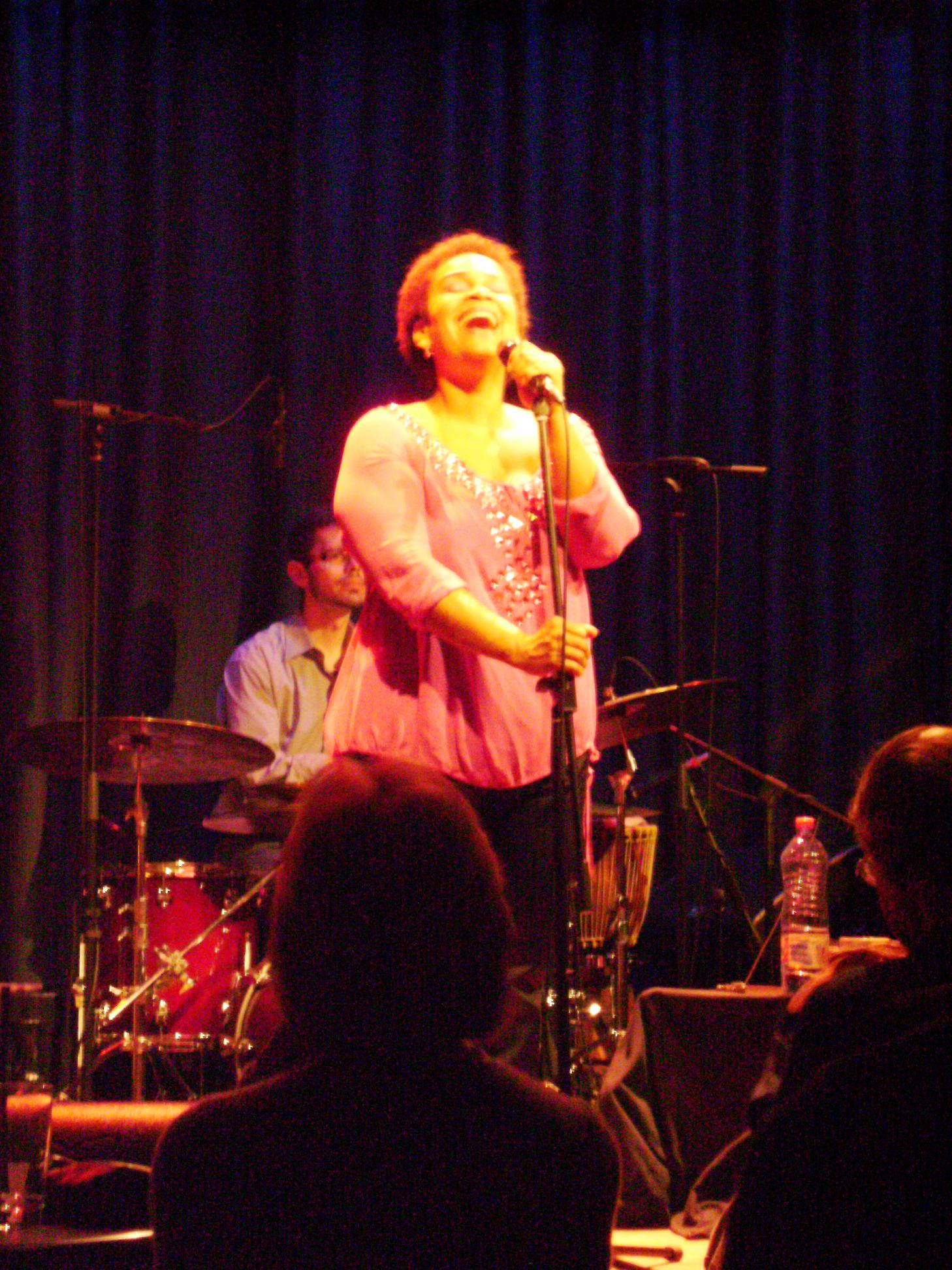
Cécile Verny in der Düsseldorfer Jazz-Schmiede am 2. Dezember 2011

Cécile Verny (* 1969 in Abidjan, Elfenbeinküste) ist eine französische Jazz-Sängerin afrikanischer Herkunft und Frontfrau des Cécile Verny Quartets, die seit 1989 in Freiburg i.Br. lebt. Ihre künstlerische Tätigkeit wurde sowohl in Frankreich als auch in Deutschland mit bedeutenden Preisen ausgezeichnet.

## Leben und Wirken
Verny wuchs in der Elfenbeinküste auf und übersiedelte 1981 mit zwölf Jahren nach Frankreich. Mit 17 Jahren sammelte sie erste Bühnenerfahrung als Sängerin. Bereits ein Jahr später gründete sie 1987 mit drei Musikern in Straßburg das ihren Namen tragende Jazz-Quartett. 1989 zog sie nach Freiburg im Breisgau, wo sie seither lebt. Neben ihrer Tätigkeit als Musikerin ist sie Mutter zweier Kinder (* 1997 und * 1999).
Verny schreibt ihre Songtexte meist selbst und singt diese vorwiegend auf französisch und englisch, seltener auch auf deutsch sowie in ihrer Muttersprache. Musikkritiken haben dabei ihre Phrasierungskunst, Intensität und ihren Scat-Gesang hervorgehoben und sie mit Ella Fitzgerald verglichen.
Verny und ihre Band wurden vielfach ausgezeichnet. Unter anderem stand sie mit ihrem Quartett 2006 auf der Bestenliste im zweiten Quartal 2006 beim Preis der deutschen Schallplattenkritik für The Bitter and The Sweet als „künstlerisch herausragende Neuveröffentlichung“ im Bereich Jazz. In Frankreich wurde sie 2003 mit dem ersten Preis des „Grand Prix du Jury“ als Vokalkünstlerin beim international bedeutenden Jazzfestival Jazz à Juan-les-Pins ausgezeichnet. In einer Rezension des Albums Of Moons and Dreams des Quartetts aus dem Jahr 2019 bezeichnete das Down-Beat-Magazin Vernys Gesang als „makellos dargeboten“ und von ständigen Wandlungen geprägt.
Im Jahr 2005 veröffentlichte Verny das erste Album unter ihrem eigenen Namen mit dem Titel European Songbook. Sie interpretierte dabei ausschließlich Jazzstandards von europäischen Komponisten wie Kurt Weill, Django Reinhardt und Joe Zawinul und wurde von ihrem Quartett und zwei weiteren Blechbläsern begleitet. Seit 2006 ist sie auch in Konzerten und Aufnahmen mit der WDR Big Band zu hören, so etwa auf dem Album Celebrating Billie Holiday. Seit 2017 ist Verny auch wiederholt mit Jazzbands in Litauen aufgetreten.
Auf ihrer 2019 erschienenen CD Mein Liedgut präsentierte sie ihre Arrangements von deutschen Liedern, wobei das Spektrum von Franz Schubert bis zu Zarah Leander und Hildegard Knef reicht. Begleitet wurde sie dabei durch den Jazzgitarristen Johannes Maikranz.
Neben ihrer Tätigkeit als Musikerin engagiert sich Verny auch in verschiedenen sozialen und pädagogischen Projekten, wie zum Beispiel Familienkonzerten. So eröffnete sie am 27. Mai 2020 mit einem Konzert im Jazzhaus Freiburg die live-streaming Reihe #inFreiburgzuhause, um die Kulturszene in Freiburg während der Corona-Pandemie zu unterstützen.

## Diskographie

### Cécile Verny Quartet
- Oazoo (1992)
- Patchwork (1995); für Jazz D’Or
- Expressive Impressionen (1995); live beim ZMF
- Coquelicot – melodie de vie (1997); Cécile Verny Quartett und andere
- Got a Ticket (1998)
- Métisse (1999)
- Kekeli (2002)
- Cécile Verny Quartet – live in Antibes (DVD, 2004)
- The Bitter and the Sweet (2006)
- Amoureuse (2008)
- Keep some secrets within (2010)
- Fear & Faith (2013)
- Memory Lane (2014)
- Of Moons and Dreams (2019)

### Andere Projekte
- Le Jazz a plein tubes (1991) mit dem Orchestre Regional de Jazz d'Alsace
- Dimba (1995) mit Tschisungu Kalomba & Kassala
- Jazz Affairs (1996) mit Peter Baumgärtners Jazzfriends
- Dance Away Your Sorrows (1996) mit NDeez Soul (mit Max Zentawer)
- Of Course (2000) mit Kilian Heitzler Big Band
- A New Beginning (2001) mit Intuit
- I'm on My Way (2003) mit Reiner Regel und Gottfried Böttger
- Intuit 2004 (2004) mit Intuit

### Solo-CDs
- European Songbook (2005) mit den Musikern des Quartetts sowie drei Bläsern (u. a. Sébastien Jarrousse)
- Cécile Verny & Johannes Maikranz Mein Liedgut (GLM 2019)